# Haworth (Oklahoma)
Haworth és un poble dels Estats Units a l'estat d'Oklahoma. Segons el cens del 2000 tenia 354 habitants.

## Demografia
Segons el cens del 2000, Haworth tenia 354 habitants, 140 habitatges, i 98 famílies. La densitat de població era de 83,9 habitants per km².
Dels 140 habitatges en un 34,3% hi vivien nens de menys de 18 anys, en un 45% hi vivien parelles casades, en un 19,3% dones solteres, i en un 30% no eren unitats familiars. En el 26,4% dels habitatges hi vivien persones soles el 12,1% de les quals corresponia a persones de 65 anys o més que vivien soles. El nombre mitjà de persones vivint en cada habitatge era de 2,53 i el nombre mitjà de persones que vivien en cada família era de 3,04.
Per edats la població es repartia de la següent manera: un 29,7% tenia menys de 18 anys, un 9,6% entre 18 i 24, un 29,7% entre 25 i 44, un 18,6% de 45 a 60 i un 12,4% 65 anys o més.
L'edat mediana era de 32 anys. Per cada 100 dones de 18 o més anys hi havia 91,5 homes.
La renda mediana per habitatge era de 18.750 $ i la renda mediana per família de 25.000 $. Els homes tenien una renda mediana de 27.083 $ mentre que les dones 26.250 $. La renda per capita de la població era de 9.617 $. Entorn del 35,8% de les famílies i el 42,9% de la població estaven per davall del llindar de pobresa.

## Poblacions més properes
El següent diagrama mostra les poblacions més properes.